# 莱安德罗·雷蒙迪尼
莱安德罗·雷蒙迪尼（義大利語：Leandro Remondini，1917年11月17日—1979年1月9日），意大利前男子足球运动员，场上位置是中场。他曾代表意大利国家队参加1950年国际足联世界杯，结果获得第七名。